# Feniks (Kasia Cerekwicka)
Feniks è il secondo album di studio della cantante pop polacca Kasia Cerekwicka, pubblicato nel 2006.
Il CD ha venduto circa 30 000 copie in Polonia ed è stato certificato disco di platino.
È stata pubblicata un'edizione speciale dell'album, contenente il singolo "Potrafię kochać" e dei video musicali.

## Tracce
Edizione standard
1. C.E.R.E.K.W.I.C.K.A. (Intro)
2. Na kolana
3. Ostatnia szansa
4. Cytryna
5. Śniadanie do łóżka
6. W twoich ramionach
7. Czekam na odpowiedź
8. Jeszcze będziemy razem
9. Miłość
10. Tyle miałeś czasu
11. Ktoś inny
12. Śpiesz się
13. Byłeś...
14. Feniks
15. Na kolana (Gard de Roba Good Mix)
16. Na kolana (Gard de Roba Bad Mix)
17. Ostatnia szansa (Gard de Roba Mix)

Edizione speciale
1. C.E.R.E.K.W.I.C.K.A. (Intro)
2. Na kolana
3. Ostatnia szansa
4. Cytryna
5. Śniadanie do łóżka
6. W twoich ramionach
7. Czekam na odpowiedź
8. Jeszcze będziemy razem
9. Miłość
10. Tyle miałeś czasu
11. Ktoś inny
12. Spiesz się
13. Byłeś?
14. Feniks
15. Na kolana (Gard de Roba Good Mix)
16. Na kolana (Gard de Roba Bad Mix)
17. Ostatnia szansa (Gard de Roba Mix)
18. Potrafię kochać

## Classifiche
| Classifica (2006) | Posizione massima |
| ----------------- | ----------------- |
| Polonia           | 7                 |